# Olof Lindenborg
Olof Lindenborg, född 18 november 1782 i Hudiksvall, död 16 oktober 1832 i Idenors församling. Han var en klockare och amatörorgelbyggare i Idenor.

## Biografi
Lindenborg föddes 18 november 1782 i Hudiksvall. Han var son till tunnbindaren Carl Lindenborg och Elisabeth Menlös. Lindenborg blev 13 oktober 1805 vald till klockare i Idenors församling. Lindenborg flyttade 1806 till Prästbordet i Idenor. 1810 gifte han sig med Margreta Larsdotter. Familjen flyttade 1812 till Ulvsta i Idenor. Lindenborg avled 16 oktober 1832 i Idenor.

### Familj
Lindenborg gifte sig 20 maj 1810 i Idenor med Margreta Larsdotter (född 1788). Hon var dotter till kyrkovärden Lars Nilsson och Ingrid Ersdotter i Åkre. De fick tillsammans barnen Laurentius Nathanael (född 1812) och Carl Olof (född 1816).

## Orglar
| År   | Ursprunglig kyrka | Stift   | Bild | Manualer | Pedal | Stämmor | Bevarad orgel/fasad | Övrigt |
| ---- | ----------------- | ------- | ---- | -------- | ----- | ------- | ------------------- | --- |
| 1830 | Idenors kyrka     | Uppsala |      |          |       | 5 1⁄2   | Nej/Nej             | Skänkte positivet till kyrkan. Orgeln byggdes av äldre delar. Den ombyggdes om 1845 av Lars Niclas Nordqvist, Alfta. Orgeln fick då två nya stämmor. 1884 byggdes en principalstämma till av Daniel Björkstrand, Alfta. En ny orgel byggdes 1913 av Erik Henrik Eriksson, Gävle. |